# Lokal Tatedualitet
Inom Galoiskohomologin, en del av matematiken, är lokala Tatedualiteten (eller helt enkelt lokala dualiteten) en dualitet för Galoismoduler för absoluta Galoisgruppen av en icke-arkimedisk lokal kropp. Den är uppkallad efter John Tate, som var den första att bevisa den. Dualiteten visar att dualen av en sådan Galoismodul är Tateböjningen den vanliga linjära dualen. Denna nya dual kallas för den (lokala) Tatedualen.
Lokal dualitet tillsammans med Tates lokala Eulerkarakteristikformel är ett användbart medel för att beräkna Galoiskohomologin av lokala kroppar.

## Dualiteten
Låt K vara en icke-arkimedisk lokal kropp, låt Ks vara ett separabelt hölje av K, och låt GK = Gal(Ks/K) vara den absoluta Galoisgruppen av K.

### Fallet av ändliga moduler
Beteckna med μ Galoismodulen av alla enhetsrötter i Ks. Givet en ändlig GK-modul A (av ordning relativt prim till karakteristiken av K), definieras Tatedualen av A som
{\displaystyle A^{\prime }=\mathrm {Hom} (A,\mu )}
(i andra ord är den Tateböjningen av den ordinära dualen A∗). Låt Hi(K, A) beteckna gruppkohomologin av GK med koefficienter i A. Satsen säger att ur parningen
{\displaystyle H^{i}(K,A)\times H^{2-i}(K,A^{\prime })\rightarrow H^{2}(K,\mu )=\mathbf {Q} /\mathbf {Z} }
som ges av cupprodukten uppstår en dualitet mellan Hi(K, A) och H2−i(K, A′) för i = 0, 1, 2. Eftersom GK har kohomologisk dimension två, försvinner de högre kohomologigrupperna.

### Fallet avp-adiska representationer
Låt p vara ett primtal. Låt Qp(1) beteckna p-adiska cyklotomiska karaktären av GK (det vill säga Tatemodulen av μ). En p-adisk representation av GK är en kontinuerlig representation
{\displaystyle \rho :G_{K}\rightarrow \mathrm {GL} (V)}
där V är ett ändligdimensionellt vektorrum över p-adiska talen Qp och GL(V) betecknar gruppen av invertibla linjära avbildningar från V till sig själv. Tatedualen av V definieras som
{\displaystyle V^{\prime }=\mathrm {Hom} (V,\mathbf {Q} _{p}(1))}
(d.v.s. den är Tateböjningen av den ordinära dualen V∗ = Hom(V, Qp)). I detta fall betecknar Hi(K, V) den kontinuerliga grupphohomologin av GK med koefficienter i V. Lokala Tatedualiteten applicerat till V säger att cupprodukten inducerar en parning
{\displaystyle H^{i}(K,V)\times H^{2-i}(K,V^{\prime })\rightarrow H^{2}(K,\mathbf {Q} _{p}(1))=\mathbf {Q} _{p}}
som är en dualitet mellan Hi(K, V) och H2−i(K, V ′) för i = 0, 1, 2. Även här försvinner de högre kohomologigrupperna.